# Raoul Albert Kidumu Mantantu
Raoul Albert Kidumu Mantantu   (Congo Belga, 17 de novembre de 1946) és un exfutbolista de la República Democràtica del Congo de la dècada de 1970.
Fou internacional amb la selecció de futbol de la República Democràtica del Congo amb la qual participà a la Copa del Món de futbol de 1974.
Pel que fa a clubs, destacà a Diables Rouges de Mbanza-Ngungu (1966-1972) i SC Imana (1973-1978).